# Ismail Kadare
Ismail Kadare   (Gjirokastra, 28 de gener de 1936 - Tirana, 1 de juliol de 2024), també escrit Ismaïl Kadaré, fou un escriptor albanès, el més conegut internacionalment en aquesta llengua. Traduït a vora 50 llengües, va ser candidat al Premi Nobel de Literatura quinze vegades i va rebre premis prestigiosos com el Man Booker (2005), el Príncep d’Astúries (2009) i el Neustadt de Literatura (2020).
L'autor, traduït a gairebé 50 llengües, havia estat quinze vegades candidat al premi Nobel de literatura i havia rebut guardons com el Man Booker el 2005, el Princesa d'Astúries el 2009 i el Neustadt International Prize for Literature el 2020.
Estudià a la facultat de lletres de Tirana i a la Universitat de Moscou, d'on hagué de tornar el 1960 quan es trencaren les relacions entre l'antiga Unió Soviètica i Albània. Des del 1963, quan publicà El general de l'exèrcit mort, ha esdevingut el novel·lista més important de la literatura albanesa. Conrea una narrativa plena de metàfores, en què són sempre presents la fantasia, la història i la crítica al sistema estalinista.
Al principi dels anys noranta, quan la situació política albanesa es va degradar prèviament a la caiguda del règim comunista, s'instal·là a París fins al 1999, quan tornà a Albània per comprometre's en la causa dels albanesos de Kosovo. Fou membre de l'Académie des sciences morales et politiques i oficial de la Legió d'Honor.
El juny de 2009, fou guardonat amb el Premi Príncep d'Astúries de les Lletres per la bellesa i el profund compromís de la seva creació literària.

## Biografia
Ismaïl Kadaré va començar a publicar de ben jove, l'any 1953. Després de deixar l'institut, va estudiar literatura a la Universitat de Tirana i va obtenir una beca a l'Institut Gorki de Literatura de Moscou. A causa del joc de les aliances, és imprescindible per a qualsevol intel·lectual en evolució. A l'Institut Gorki, els dignes autors es comenten amb el mediocre, el marginal, l'escriptor oficial, sota el segell unificador del realisme socialista. Kadaré entén el que no s'ha d'escriure, el que no és literatura. Rebutjant els cànons del realisme socialista, es compromet internament a fer el contrari del que ensenyen els dogmàtics en matèria de Bona literatura.
El 1963, Kadaré va publicar la novel·la El general de l'exèrcit mort. La seva següent novel·la, El monstre, va ser molt criticada quan es va publicar l'any 1965 en una revista literària. Prohibit, el text no apareixeria en forma de llibre abans de finals de 1990, després de vint-i-cinc anys de paciència. Mentrestant, el mateix escriptor no tindrà dret a parlar d'aquest text, que ja no es citarà enlloc. El 1967, Albània va iniciar la seva Revolució Cultural; el règim obliga els escriptors a viure al camp, trobant-se amb la gent. Kadaré va passar doncs dos anys a Bérat, a les muntanyes del sud, del 1967 al 1969. No obstant això, continua la seva lluita constant contra el totalitarisme. Va continuar la seva carrera com a escriptor durant un temps, malgrat la càrrega corrosiva dels seus textos contra la dictadura. El seu treball va ser publicat i rebut molt favorablement a l'estranger.
El General de l'Exèrcit Mort va aparèixer a França l'any 1970. Després de la publicació del poema Les Pashas rouge el 1975, a Kadaré se li va prohibir la publicació de novel·les. El poema va ser prohibit i el seu autor acusat d'incitar a la rebel·lió. Kadaré està vivint les seves hores més greus. L'escriptor ha de patir un període de treball manual, una mena de curs de reeducació a l'estil xinès, enmig del camp. Així es va trobar en una cooperativa de poble, a la regió de Myzeqe. Després del seu retorn a Tirana, va acumular manuscrits als seus calaixos que posteriorment va publicar sota l'etiqueta històries.
L'any 1981, va publicar El palau dels somnis, una novel·la antitotalitària escrita i publicada al cor d'un país totalitari L'obra va ser severament criticada i prohibida. Kadaré acaba sent qualificat com enemic durant el Ple d'Escriptors de 1982. El mateix dictador albanès pensa que Kadaré és un agent de França. La premsa mundial va reaccionar davant les condemnes dirigides a la novel·la i van sorgir protestes per defensar el seu autor, que va escapar de les sancions. Després d'haver caigut en desgràcia pels seus escrits subversius, concebuts com una crítica revés del règim, finalment es va veure obligat a publicar les seves novel·les a l'estranger . Sentint-se amenaçat, va emigrar a França on va obtenir asil l’octubre 1990. Posteriorment, va compartir la seva vida entre França i Albània.
Ismaïl Kadaré publica les seves faules al centre mateix de la dictadura. Va aconseguir una gesta que Pilniaks o Mandelstams no haurien pogut aconseguir mai a l'URSS estalinista. Amb les seves novel·les amb doble fons, porta la crítica més enllà dels dissidents soviètics que van escriure després de la mort de Stalin, quan el totalitarisme ja estava en caiguda. La denúncia a l'obra kadareana apunta a l'essència mateixa del sistema i no a la seva perifèria. L'anàlisi de l'escriptor sovint supera en pessimisme i visions macabres les dels mestres del gènere.

### Un treball considerable
Els núvols neden com sobres gegants, com cartes que les estacions s'envien entre elles.  
Té una obra considerable, reconeguda pel públic i la crítica com a peça central de la literatura contemporània, concentra novel·les, contes, assaigs, poesia i obres de teatre. Els seus temes essencials són la història dels Balcans i d'Albània, i la denúncia del totalitarisme mitjançant metàfores intel·ligents i antigues llegendes. Amb la cura d'un observador científic i d'un etnògraf, dibuixa les seves imatges romàntiques del passat iugoslau i els seus records d'infantesa. Kadaré torna a visitar les principals fites històriques, el folklore i els mites del seu país natal amb una prosa dramàtica i farsa d'ironia mordaç. El seu talent com a narrador voluble s'uneix a un paper de moralista corrosiu i impactant en la denúncia del totalitarisme a través de ficcions ambientades en èpoques passades. El seu estil s'inspira en els grans clàssics de la història literària: Homer, Èsquil, Dante Alighieri, William Shakespeare, Miguel de Cervantes i Nikolai Gógol.
La literatura real té el seu mateix calendari, la seva pròpia llibertat que no té res a veure amb la llibertat exterior. (Extracte d'una entrevista publicada al diari Libération el 25 d'octubre de 1999  
Des de 1996 és membre associat (per vida) de l'Acadèmia de Ciències Morals i Polítiques, on va substituir el famós filòsof Karl Popper.
L'any 1992 va rebre el premi mundial Cino-Del-Duca.
El 2005, es va convertir en el guanyador del primer Premi Internacional Booker.
L'explicació semblava impossible de donar, sobretot quan la conversa girava, fins i tot indirectament, al voltant de les relacions pare-fill. Potser l'únic que vaig conservar d'ell va ser la consciència de la dificultat per entendre si la tirania era real o modelada per nosaltres. (A La nina)  
L'any 2009 va guanyar el Premis Princesa d'Astúries, un dels guardons literaris internacionals més prestigiosos. «L'escriptor, assagista i poeta, Ismail Kadaré, una de les més grans figures de la literatura albanesa, va traspassar fronteres per establir-se com a veu universal contra el totalitarisme», ha subratllat el jurat del premi. El mateix any, la Universitat de Palerm, Sicília, li va concedir un títol honoris causa en ciències de la comunicació social i institucional, demanat i molt desitjat pels Arberèches de Piana degli Albanesi. El 2015, va guanyar el Premi Jerusalem.
Els teus llibres, el teu art, tot fa olor a crim. En lloc de fer alguna cosa per la gent de la muntanya desafortunada, assisteix a la mort, busques motius estimulants, busques aquí la bellesa per alimentar el teu art. No veus que és una bellesa que mata.(A April Broken.)  
És l'autor albanès més llegit a l'estranger. Kadaré és considerat un dels més grans escriptors contemporanis i el seu nom ha estat citat diverses vegades com a favorit per al Premi Nobel de Literatura sense obtenir-lo mai, com Philip Roth, Amos Oz, Milan Kundera, Yves Bonnefoy, Adonis, Haruki Murakami i Claudio Magris. A Albània, Kadaré es presenta sovint i es coneix com l'albanès Victor Hugo o l'albanès Charles Dickens a causa de les seves opinions socials.
El 2019 va guanyar el Premi Neustadt.

## Obra escollida
- 1963: Gjenerali i ushtrisë së vdekur ('El general de l'exèrcit mort')
- 1970: Kështjella ('La fortalesa')
- 1971: Kronikë në gur (Crònica de la ciutat de pedra; versió catalana a Muchnik, 1992, i Edicions 62, 2000)
- 1975: Nëntori i një kryeqyteti (Novembre d'una capital; versió catalana a Proa, 2000)
- 1977: Dimri i madh ('El gran hivern')
- 1978: Prilli i thyer (L'abril trencat; versió catalana al Club Editor, 1996)
- 1978: Ura me tri harqe ('El pont amb tres arcs')
- 1981: Pallati i ëndrrave (El palau dels somnis; versió catalana de Maria Bohigas al Club Editor, 1991 i 2006, ISBN 9788473291163)
- 1985: Nata me hënë ('Clar de lluna')
- 1988: Koncert në fund të dimrit ('Concert d'hivern')
- 1996: Kohë barbare: Nga Shqipëria në Kosovë ('Temps bàrbars: D'Albània a Kosovo')
- 1996: Spiritus (Spiritus: Novel·la amb caos, revelació, vestigis; versió catalana a Proa, 2001)
- 1997: Kushëriri i engjëjve ('Els cosins dels àngels')
- 1998: Tri këngë zie për Kosovën (Tres cants fúnebres per Kosovo; versió catalana a Proa, 1999)
- 2000: Lulet e ftohta të marsit (Fredes flors de març; traducció de l'albanès al català d'Anna Maria Corredor al Club Editor, 2007, ISBN 9788473291231)
- 2003: Jeta, loja dhe vdekja e Lul Mazrekut ('Vida, fets i mort de Lul Mazrek')
- 2006: Identiteti evropian i shqiptarëve ('La identitat europea dels albanesos')
- 2008: Aksidenti (L'accident; versió catalana a Edicions 62, 2009)

## Llegat
Kadare va ser considerat un dels escriptors més grans del món. El diari londinenc The Independent va dir de Kadare: «S'ha comparat amb Gogol, Kafka i Orwell. Però la de Kadare és una veu original, universal però molt arrelada al seu mateix sòl». El New York Times va dir que la seva ficció ha estat comparada amb la de Gabriel García Márquez, així com amb Milan Kundera, i The Christian Science Monitor va dir que també s'ha comparat amb Dostoievski i Isak Dinesen. El traductor i biògraf David Bellos va escriure: En certa manera, és com Balzac. El crític Richard Eder el va anomenar «un intèrpret de ficció suprem de la psicologia i la fesomia de l'opressió».
Les obres literàries de Kadare van ser concebudes a la base de la petita literatura albanesa, gairebé desconeguda abans a Europa o a la resta del món. Amb Kadare es va fer conegut, llegit i apreciat. Per primera vegada en la seva història, a través de Kadare, la literatura albanesa s'ha integrat a la literatura europea i mundial més àmplia.
L'obra de Kadare és una literatura de resistència. Va aconseguir escriure literatura normal en un país anormal: una dictadura comunista. Va haver de lluitar per publicar les seves obres literàries, anant en contra de la política estatal. De vegades fins i tot posant en risc la seva vida. La dissidència no estava permesa a Albània. Kadare va assenyalar: «Això no va ser possible. Vau correr el risc de ser afusellat. No va ser condemnat, però afusellat per una paraula contra el règim. Una sola paraula».
Sota Hoxha, almenys 100.000 persones van ser empresonades per motius polítics o per una paraula que van dir o escriure; 5.000, inclosos molts escriptors, van ser executats.
Kadare va idear nombrosos estratagemes subtils per a burlar-se dels censors comunistes. Va usar dispositius antics com a paràbola, mite, rondalla, conte, al·legoria i llegenda, i els va empolrar amb doble entendre, al·lusió, insinuació, sàtira i missatges codificats.
La seva obra en general ha estat en oposició teòrica i pràctica a l'obligatori realisme socialista exigit per l'Estat. Kadare va desafiar el realisme socialista durant tres dècades i s'hi va oposar amb el seu realisme subjectiu, evitant la censura estatal utilitzant mitjans al·legòrics, simbòlics, històrics i mitològics.
Les condicions en què Kadare va viure i va publicar les seves obres no eren comparables a les d'altres països comunistes europeus on es tolerava almenys un cert nivell de dissidència pública. Més aviat, la situació a Albània era comparable a Corea del Nord oa la Unió Soviètica als anys 30 sota Stalin. Malgrat això, Kadare va aprofitar qualsevol oportunitat per atacar el règim en les seves obres, mitjançant al·legories polítiques, que van ser recollides per lectors albanesos cultes. Henri Amouroux, membre de l'Académie des Sciences Morales et Politiques de França, va assenyalar que els dissidents soviètics, inclòs Soljenitsyn, van publicar les seves obres durant l'era de la desestalinització, mentre que Kadare va viure i va publicar les seves obres en un país que va romandre estalinista fins al 1990.